# Julien Thibaut Dubois
Julien Thibaut du Bois, seigneur d'Ardrée, de Saint-Antoine-du-Rocher et de La Touche, né le 17 juin 1686 à Tours et mort le 24 octobre 1753 au château d'Ardrée (Saint-Antoine-du-Rocher), fut maire de Tours de 1747 à 1753. 

## Biographie
Julien Thibaut Dubois est le fils de François Thibault du Bois, seigneur de la Source, conseiller du roi, avocat en parlement et au siège présidial de Tours, maire de Tours de 1711 à 1714, et de Claude Baubin.
Conseiller du roi, trésorier provincial de l'extraordinaire des guerres au département de La Rochelle et lieutenant général criminel au bailliage de Touraine et siège présidial de Tours, il est maire de Tours de 1747 à 1753.
Marié à Marie Marthe Baudard, fille de Nicolas Baudard, receveur des tailles de Tours et d'Angers, conseiller-secrétaire du roi, et de Madeleine Verrier, il est le père de : Julien François Dubois, secrétaire du comte d'Argenson, chef des bureaux de la Guerre, secrétaire général des Suisses et des Grisons (dont notamment une fille, épouse de Claude Baudard de Saint-James) ; de Claude Louise Dubois ; de Charlotte Françoise Dubois (épouse d'André Nicolas Bodart, conseiller du roi, receveur des tailles en l'élection de Tours) et de Jeanne Dubois (épouse de Joseph Daniel Esprit Hélie de Beaumanoir, lieutenant-colonel d'infanterie).

## Sources
- Mémoires de la Société archéologique de Touraine, Volume 18, 1866
- Béatrice Baumier, Tours entre Lumières et Révolution: Pouvoir municipal et métamorphoses d'une ville (1764-1792), Presses universitaires de Rennes, 2015
- Jean-André Tournerie, Recherches sur la crise judiciaire en province à la fin de l'Ancien Régime, Faculté des sciences juridiques et économiques, 1975 (présentation en ligne)
- Ces messieurs Baudard de Sainte-James: trésoriers de la marine : leur biographie, leur ascendance et leur parentèle, Mémoires et documents, 2007
- Claude Petitfrère, Construction, reproduction et représentation des patriciats urbains de l’Antiquité au XXe siècle, Presses universitaires François-Rabelais, 1999
- Laurent Coste, Lara Rosenberg, Liens de sang, liens de pouvoir: les élites dirigeantes urbaines en Europe occidentale et dans les colonies européennes, fin XVe-fin XIXe siècle, Presses universitaires de Rennes, 2010